# Fons Ferchyér
Fons Ferchyér was een Belgisch voetballer en voetbalcoach. Hij was coach van La Gantoise van 1943 tot 1945.